# ROKS Yeosu
Le ROKS Yeosu (PCC-765) est une corvette de classe Pohang de la Marine de la république de Corée. Elle a été transférée à la marine populaire vietnamienne sous le nom de HQ-20.

## Historique
La classe Pohang est une série de corvettes construites par différentes entreprises de construction navale sud-coréennes. La classe se compose de 24 navires et certains, après leur déclassement, ont été vendus ou donnés à d'autres pays. Il existe cinq types différents dans la classe, du lot II au lot VI.
Le ROKS Yeosu a été construit par DSME à Geoje et lancé le 14 juin 1986. Le navire a été mis en service le 1er décembre 1986 et désarmé le 27 décembre 2017. Il a été transféré à la marine populaire vietnamme, où il est arrivé le 17 octobre 2018 pour prendre son nouveau nom de HQ-20.
Lors de la revue de la flotte internationale sud-coréenne 2018, le 11 octobre 2018, le HQ-20 a navigué vers la Corée du Sud avec 13 autres navires de pays étrangers.